# Частни мрежи
Частната мрежа е комуникационна мрежа свързваща устройства в пространство от порядъка на няколко метра.
Персоналната мрежа е най-малката от глобалната, регионалната, районната и локалната комуникационни мрежи. Пример за персонална мрежа е компютър свързан с мобилен телефон посредством оптична, радио, или кабелна връзка.
Частните IP адреси не могат да се използват в интернет.

## Частни IPv4 адресни пространства
| наименование в RFC1918 | обхват IP адреси              | брой адреси | най-голям CIDR блок (подмрежова маска) | големина на хост id | битове за маска | класово описание                |
| ---------------------- | ----------------------------- | ----------- | -------------------------------------- | ------------------- | --------------- | ------------------------------- |
| 24-bit block           | 10.0.0.0 – 10.255.255.255     | 16,777,216  | 10.0.0.0/8 (255.0.0.0)                 | 24 bits             | 8 bits          | една мрежа клас A               |
| 20-bit block           | 172.16.0.0 – 172.31.255.255   | 1,048,576   | 172.16.0.0/12 (255.240.0.0)            | 20 bits             | 12 bits         | 16 последователни клас B мрежи  |
| 16-bit block           | 192.168.0.0 – 192.168.255.255 | 65,536      | 192.168.0.0/16 (255.255.0.0)           | 16 bits             | 16 bits         | 256 последователни клас C мрежи |